# The Legend of Kyrandia
The Legend of Kyrandia is een driedelig "point-and-click adventure" spel, gemaakt door Westwood Studios, en uitgebracht voor DOS, Amiga, FM Towns en Apple Macintosh.
De trilogie bestaat uit de volgende spelletjes:
1. Fables and Fiends: The Legend of Kyrandia, Book One (uitgebracht in 1992 - floppy disk en cd-rom)
2. Fables and Fiends; The Legend of Kyrandia, Book Two: The Hand of Fate (uitgebracht in 1994 - floppy disk en cd-rom)
3. The Legend of Kyrandia, Book 3: Malcolm's Revenge (uitgebracht in 1996 - cd-rom)

Elk deel van de reeks wordt gespeeld vanuit het perspectief van een verschillend hoofdpersonage. In het eerste deel kruipt de speler in de huid van de jonge prins Brandon. In het tweede deel is de vrouwelijke, koninklijke mysticus Zanthia de protagonist. In het derde en laatste deel van de serie draait alles rond Malcolm, de kwaadaardige hofnar en tevens antagonist in de twee eerste delen.

## Gameplay
The Legend of Kyrandia staat bekend om zijn erg eenvoudige interface, een eigenschap die aanwezig is in elk van de drie delen. Het voornaamste verschilpunt met de Sierra point-and-click adventure games uit dezelfde periode is de afwezigheid van een interface die de speler de keuze laat tussen de verschillende soorten acties die hij wil ondernemen in het spel. Meningen verschillen over de keuze voor dit enkelvoudige klik-principe, dat typisch is voor de Westwood trilogie.
De twee eerste delen van het spel worden gekarakteriseerd door de permanente aanwezigheid van een inventaris onderaan het scherm, daar waar de meeste Sierra games een icoontje aanbieden om een aparte inventaris op te roepen. In Malcolm's Revenge echter, moet de speler met behulp van de cursor deze inventaris laten openvouwen alvorens het te kunnen gebruiken.
De puzzels in de reeks zijn grotendeels gebaseerd op het experimenteren met de voorwerpen die zich in de inventaris bevinden, door hen te combineren of hen achter te laten op de juiste plaats. Doorheen de reeks werd de moeilijkheidsgraad van deze puzzels aanzienlijk verhoogd. Het is zelfs zo dat het laatste deel in de serie werd bekritiseerd omwille van een te complexe en verwarrende doolhof die de speler op een bepaald moment in het spel moest doorspartelen. Hoewel er reeds een doolhof aanwezig was in Book One, waren vele spelers het erover eens dat de logica van degene in Malcolm's Revenge ver te zoeken was.

## Verhaal

### Book One: The Legend of Kyrandia
In het fantasierijke koninkrijk van Kyrandia, werden Koning William en zijn gemalin vermoord door Malcolm, de kwaadaardige hofnar die over grote magische krachten beschikte. Brandon, de prins, werd in de bossen verscholen gehouden door Kallak, een raadsman van de koning die de prins had opgevoed als zijn kleinzoon.
Malcolm beleeft veel plezier aan het vernietigen van Kyrandia en zijn bossen, en loopt Kallak tegen het lijf, die hij al gauw in steen verandert. Wanneer Brandon hem in deze gedaante terugvindt, ontdekt hij al snel de ware aard van zijn verleden. Hij komt te weten dat Malcolm de Kyragem heeft gestolen, een mystieke steen die de energie van het koninkrijk bevat. Het is nu de taak van Brandon om de Kyragem terug te vinden en Malcolm te verslaan.

### Book Two: The Hand of Fate
Jaren later ontdekt Zanthia, een jonge alchemiste en tovenares, dat het koninkrijk in groot gevaar verkeert en dat het beetje bij beetje aan het verdwijnen is. The Mystici houden daarna een bijeenkomst, en The Hand (een reuzachtige handschoen die dienstdoet als Marko's assistent) formuleert een plan waarvoor een magische ankersteen nodig is die zich in het centrum van de wereld bevindt. Hij draagt Zanthia op om de steen te gaan halen.

### Book Three: Malcolm's Revenge
Nadat Malcolm in Book One werd verslagen door Brandon, werd hij in een standbeeld veranderd, maar als hij op een dag getroffen wordt door een bliksem, werd de betovering verbroken. Malcolm beslist dan om wraak te nemen op Brandon en Kallak met behulp van Gunther, zijn slecht geweten. Ook al heeft hij zijn magische krachten verloren, doet hij beroep op zijn gemene karakter om uiteindelijk zijn onschuld te bewijzen over de moord op Brandon's ouders.

## Personages
- Brandon: De protagonist van het eerste deel in de reeks. Hij lijkt een bescheiden jonge inwoner van de bossen van Kyrandia, maar is eigenlijk de kroonprins van Kyrandia. Toen hij nog een baby was, werden zijn ouders vermoord, waarop Kallak met hem het bos in vluchtte en hem opvoedde als zijn kleinzoon. Wanneer Malcolm een aanval pleegt op Kyrandia en Kallak in steen verandert, gaat Brandon op pad om de hofnar te verslaan. Naar de traditie van adventure game helden zoals Roger Wilco en Guybrush Threepwood, wordt Brandon afgebeeld als een simpele jongen die het allemaal goed bedoelt. In het derde deel van de reeks heeft Brandon de troon overgeërfd en is dan de koning van Kyrandia, maar eigenlijk is het zijn raadsman Kallak die de ware macht bezit gezien Brandons' ietwat naïeve aard.
- Zanthia: De protagonist van het tweede deel in de reeks. Zij is een lid van de Raad der Mystici en een machtige tovenares, hoewel ze heel afhankelijk is van de beschikbaarheid van reagentia om haar betoveringen waar te kunnen maken. Zanthia is verstandig en heeft vertrouwen, wat haar wellicht een van de meest normale inwoners van Kyrandia maakt.
- Malcolm: De voornaamste antagonist in het begin van de reeks, maar wel de protagonist in het derde en laatste deel. Malcolm is een gemene, sarcastische en licht gestoorde nar die over onvoorstelbaar krachtige magie beschikt. Hij is tevens de broer van de laatste koning van Kyrandia, en wordt ervan verdacht het koninklijke echtpaar te hebben vermoord (hoewel dit ten onrechte blijkt te zijn aan het einde van de reeks). Op het einde van het eerste deel wordt hij verslagen door Brandon, die Malcolms' eigen magie op hem weet aan te wenden en hem daardoor in een standbeeld verandert. In het derde deel wordt Malcolm hieruit bevrijd door een blikseminslag, maar verliest ook zijn magische krachten. Dit voorval verplicht hem ertoe beroep te doen op zijn overlevingsinstinct om wraak te kunnen nemen en uiteindelijk zijn naam te kunnen zuiveren.

## Trivia
Oorspronkelijk was The Legend of Kyrandia: Fables & Fiends niet bedoeld als het eerste deel van een trilogie. Pas na het uitbrengen van 'Book Two' en 'Book Three' werd de ondertitel 'Book One' toegevoegd door Westwood Studios in achtereenvolgende heruitgaves van het eerste spel om de oorsprong van de serie aan te duiden.
In de oorspronkelijke uitgave van Book 3: Malcolm's Revenge, werd de numerische vorm van het cijfer '3' gebruikt in de titel, terwijl in de oorspronkelijke uitgave van Book Two: The Hand of Fate de volledig uitgeschreven vorm van het cijfer in de titel gebruikt werd.